# Opowieści z Siedmiu Królestw
Opowieści z Siedmiu Królestw (ang. Tales of Dunk and Egg) – seria nowel przygodach o Dunka i Jaja, napisana przez George’a R.R. Martina, osadzona w świecie cyklu Pieśń lodu i ognia.
Akcja nowel dzieje się około 90 lat wcześniej niż cyklu Pieśń lodu i ognia. Opisują one przygody rycerza imieniem Dunk, zwanego Ser Duncanem Wysokim (późniejszego lorda dowódcy Gwardii Królewskiej). Drugim głównym bohaterem jest giermek Dunka, noszący pseudonim Jajo (późniejszy król Aegon Piąty).
Do tej pory ukazały się trzy nowele: Błędny rycerz, Zaprzysiężony miecz i Tajemniczy Rycerz. Pierwsza została opublikowana w sierpniu 1998 w antologii fantasy Legendy pod redakcją Roberta Silverberga. Kolejna pojawiła się w 2003 w drugiej części tej antologii – Legendy II. Obie zostały wydane w Polsce przez Dom Wydawniczy „Rebis”. Trzecia nowela została opublikowana w marcu 2010 w antologii Warriors, pod redakcją Martina i Gardnera Dozoisa.
Wszystkie trzy nowele zostały również wydane 6 października 2015 w zbiorze Rycerz Siedmiu Królestw, wydanym w Polsce przez Zysk i S-ka.
Martin planuje wydanie kolejnych nowel, m.in. She-Wolves of Winterfell, opisujących dalsze przygody Dunka i Jaja.
Na podstawie nowel powstała seria powieści graficznych. W produkcji jest serial Rycerz Siedmiu Królestw, który ma się pojawić w 2026 roku.